# 안동 두산고택
안동 두산고택(安東 斗山故宅)은 경상북도 안동시 길안면 현하리에 있는 고택이다. 2018년 7월 16일 경상북도의 문화재자료 제664호로 지정되었다.

## 지정사유
안동 두산고택은 19세기 후반에 두산 정성관이 현재의 규모보다 더욱 큰 규모로 건립하였다고 추정되며 현재까지 상당한 변모가 있었지만 현존하는 안채 등을 보면 경북 북부지방 양반가의 살림집인 ㅁ자형 가옥의 평면 및 건축수법이 잘 나타나고 있으며, 후손들 중 정성관의 손자인 정한모와 장증손인 정휘동이 일제
강점기에 독립운동에 참여하여 군자금 활동을 벌이다가 일경에 체포되는 등 독립운동에 큰 기여를 한 것으로 나타나고 있는 점 등 문화재로 지정되어 보존되어야 할 가치가 있다고 판단되어, 문화재자료로 지정한다.

## 참고 문헌
- 안동 두산고택 - 국가유산청 국가유산포털